# Gens Popíl·lia
La gens Popíl·lia (llatí: gens Popillia) era una gens romana d'origen plebeu.
De vegades els manuscrits l'anomenen Popília (Popilia), amb una sola l, però com que als Fasti Capitolini sempre apareix com a Popillia i no hi ha monedes que ho puguin clarificar, hom considera que la segona és la forma més ajustada.
Va adquirir notorietat quan les lleis licínies van permetre l'accés dels plebeus al consolat. El primer que va obtenir el consolat va ser Marc Popil·li Lenat l'any 359 aC que també va ser el primer plebeu a obtenir els honors d'un triomf. En aquesta família només consta l'existència d'un sol cognomen, el de la família dels Popil·li Lenat. Els Popil·lii destacats sense un cognom assignat, són:
- Tit Popil·li, llegat a l'exèrcit romà que assetjava Càpua l'any 211 aC.[2]
- Publi Popil·li, un dels tres ambaixadors enviats al rei Sifax de Numídia l'any 210 aC.[3]
- Gai Popil·li – de malnom Sabel (Sabellus) –, cavaller romà distingit a la campanya contra els istris l'any 178 aC.[4]
- Marc Popil·li, un dels tres ambaixadors enviats a la Lliga Etòlia l'any 174 aC.[5]